# Dạo bãi bùn

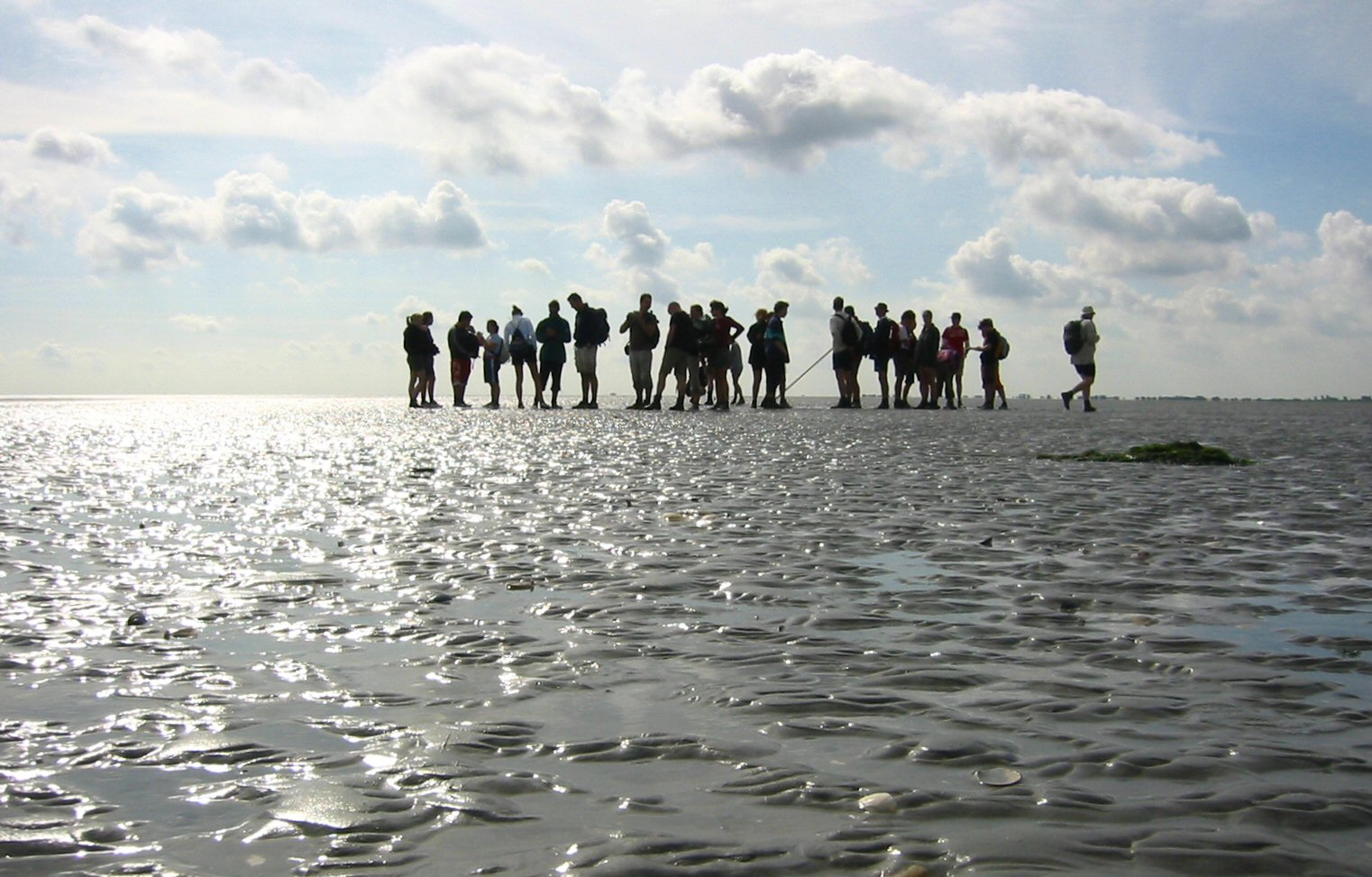
Một nhóm người đi dạo bãi bùn gần Pieterburen, Hà Lan

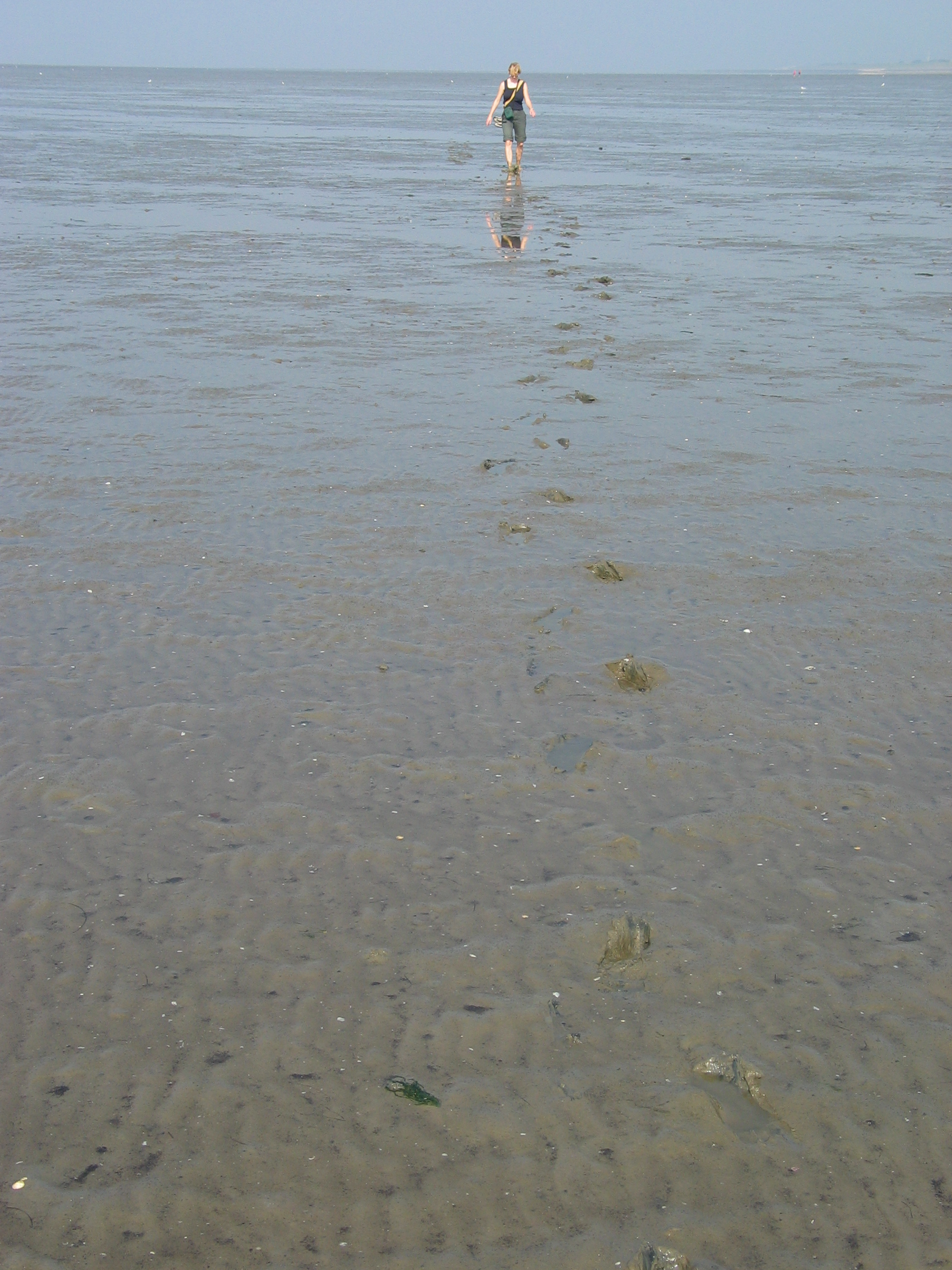
Một người đi dạo bãi bùn trên vùng biển Wadden gần Wilhelmshaven, Đức

Dạo bãi bùn (tiếng Đan Mạch: Vadehavsvandring, tiếng Hà Lan: Wadlopen, tiếng Tây Frisia: Waadrinnen, tiếng Đức: Wattwandern) là một hoạt động ngoài trời của người Hà Lan, người Đức, người Đan Mạch, cùng những thành phần dân cư khác sống tại các nước này. Người dạo bãi bùn, nhờ sự trợ giúp của bản dự triều, dành thời gian nước ròng để dạo chơi quanh vùng bãi bùn. Hoạt động này thường diễn ra trong vùng giữa bờ biển và quần đảo Frisia.
Biển Wadden, một vành nước thuộc biển Bắc, là nơi thích hợp cho hoạt động này. Vùng biển nông này nằm ngoài khơi Hà Lan, giữa Friesland và quần đảo Frisia, ngoài khơi bờ biển tây bắc Đức, và phía tây nam bờ biển Jylland của Đan Mạch.
Tại Hà Lan, người dạo bãi bùn thường đi từ đất liền sang Terschelling, Ameland, Engelsmanplaat, Schiermonnikoog, Simonszand, và Rottumeroog. Có những tuyến du hành khác nhưng ít người đi hơn, hoặc vì chúng nguy hiểm sẵn hoặc chúng dễ gây tác động đến môi trường. 
Tại Đức, người dạo đi bộ đến Norderney, Baltrum, Langeoog, Spiekeroog, Minsener-Oldoog and Neuwerk (quần đảo Đông Frisia), cũng như Halligen Süderoog, Südfall, Oland, Langeneß, Gröde, và Nordstrandischmoor (quần đảo Bắc Frisia). Họ còn có thể chọn đến Föhr, từ Föhr họ có thể đến Amrum. Với lộ trình này, cần thiết phải có hướng dẫn viên. Tại Đan Mạch, họ đi tới Mandø, Fanø, và Langli.
Ở Anh, cũng có người thực hiện hoạt động này. Lộ trình phổ biến hơn cả là vượt vịnh Morecambe. Một lộ trình khác là The Broomway ở Essex. Cả hai lộ trình đều tiềm ẩn nguy hiểm, và người đi thường được những hướng dẫn viên giàu kinh nghiệm dẫn dắt.